# دونگفنگ، ژونگشان
دونگفنگ، ژونگشان (به لاتین: Dongfeng) یک شهرک در جمهوری خلق چین است که در ژونگشان واقع شده‌است.